# 장철 (1955년)
장철(1955년 ~ )은 조선민주주의인민공화국의 정치인이다. 국가과학원장 겸 조선로동당 중앙위원회 위원이다. 최고인민회의 제12기 대의원이다.

## 경력
1955년에 태어났다. 1999년 2월 국가과학원 최첨단전자공학기지 지배인을 거쳐 2003년 '전희석동무가 일하는 기업소 지배인'에 임명되었다. 2005년 국가과학원 소장을 역임한 이후, 2009년 9월 이후 국가과학원 원장을 맡고 있다. 2010년 9월, 조선로동당 중앙위원회 위원에 선임되었다.

## 최고인민회의 대의원
2003년 최고인민회의 제11기 대의원을 지냈다. 2009년 4월이후 제12기 대의원을 맡고 있다.

## 기타
2010년 조명록 사망, 2011년 김정일 사망 당시에 국가 장의위원회 위원을 맡았다.